# Hexatoma (Eriocera) kariyai
Hexatoma (Eriocera) kariyai is een tweevleugelige uit de familie steltmuggen (Limoniidae). De soort komt voor in het Palearctisch gebied.